# Paramagnetism

Ilustraţie simplă a unui material paramagnetic, compus din magneţi miniaturali, în absenţa unui câmp magnetic.

Paramagnetismul este o formă de magnetism, ce se manifestă doar în prezența unui câmp magnetic exterior.
În absența câmpului magnetic exterior, atomii materialelor paramagnetice au un moment magnetic propriu diferit de zero. Substanțele paramagnetice introduse într-un câmp magnetic sunt slab atrase. Forța de atracție este proporțională cu intensitatea câmpului magnetic. În funcție de agitația termică, momentele atomice ale acestor substanțe se pot orienta într-un câmp magnetic.